# NORDBAT 2
NORDBAT 2 var den svensk-dansk-norsk bataljon, som indgik i FN’s UNPROFOR (United Nations Protection Force) i det tidligere Jugoslavien. Fra begyndelsen indgik der tre svenske panserinfanterikompagnier, et stab- og trænkompagni og en dansk kampvognseskadron med 10 Leopard 1A5-kampvogne (DANSQN) samt et norsk feltsygehus og helikopterbidrag i denne bataljon.
NORDBAT 2 eksisterede fra 1993 til 1995, hvor FN-missionen i det tidligere Jugoslavien stoppede. Blandt andet overgik kampvogneskadronen efterfølgende til den NATO-styrende Implementation Force (IFOR) mission, der igen overgik til Stabilisation Force (SFOR).